# Élections municipales de 2015 à Séville
Les élections municipales de 2015 à Séville (en espagnol : elecciones municipales de 2015 en Sevilla) se tiennent le dimanche 24 mai 2015, afin d'élire les 31 conseillers municipaux de Séville pour un mandat de quatre ans.

## Contexte
Le 11 juin 2011, à la suite des élections du 22 mai, le candidat du Parti populaire, Juan Ignacio Zoido, est investi maire de Séville : il obtient le soutien des 20 élus de son groupe sur les 33 que compte le conseil municipal. Son élection marque l'alternance après douze années de mandat du socialiste Alfredo Sánchez Monteseirín.

## Mode de scrutin

### Conditions de candidature
Peuvent présenter des candidatures, : 
- les partis et fédérations de partis inscrits auprès des autorités ;
- les coalitions de partis et/ou fédérations inscrites auprès de la commission électorale au plus tard dix jours après la convocation du scrutin ;
- et les électeurs de la commune, s'ils représentent au moins 5 000 parrainages.

### Répartition des sièges
Le nombre de conseillers municipaux est établi en fonction de la population de la commune. Les communes de plus de 100 001 habitants comptent 25 conseillers et un conseiller supplémentaire pour 100 000 habitants ou fraction, ainsi qu'un conseiller supplémentaire si le total de conseillers municipaux constitue un nombre pair. Séville comptant officiellement 696 676 habitants recensés à la fin de l'année 2014, elle dispose de 31 conseillers municipaux.
Seules les listes ayant recueilli au moins 5 % des suffrages valides — qui constitue le total des suffrages exprimés et des bulletins blancs — peuvent participer à la répartition des sièges à pourvoir dans cette même circonscription, qui s'organise en suivant différentes étapes : 
- les listes sont classées en une colonne par ordre décroissant du nombre de suffrages obtenus ;
- les suffrages de chaque liste sont divisés par 1, 2, 3... jusqu'au nombre de députés à élire afin de former un tableau ;
- les mandats sont attribués selon l'ordre décroissant des quotients ainsi obtenus[6],[7],[8].

### Élection du maire
Le maire est élu par le conseil municipal, parmi les conseillers municipaux ayant occupé la première place de leurs listes respectives. Est élu maire celui qui recueille le soutien de la majorité absolue des conseillers. Si aucun candidat n'atteint cette majorité, le conseiller municipal ayant occupé la première place de la liste qui a recueilli le plus grand nombre de suffrages est proclamé maire.

## Campagne

### Principales listes
| Force politique | Force politique                                                                                              | Force politique                                            | Idéologie                                                          | Tête de liste              | Résultats en 2011       |
| --------------- | --- | ---------------------------------------------------------- | ------------------------------------------------------------------ | -------------------------- | ----------------------- |
|                 | Parti populaire (es) Partido Popular                                                                         | PP                                                         | Centre droit à droite Libéral-conservatisme, démocratie chrétienne | Juan Ignacio Zoido (Maire) | 49,3 % des voix 20 élus |
|                 | Parti socialiste ouvrier espagnol (es) Partido Socialista Obrero Español                                     | PSOE                                                       | Centre gauche Social-démocratie, progressisme                      | Juan Espadas               | 29,5 % des voix 11 élus |
|                 | Gauche unie Les Verts – Appel pour l'Andalousie (es) Izquierda Unida Los Verdes - Convocatoria por Andalucía | IULV-CA                                                    | Gauche Communisme, écologisme, nationalisme                        | Daniel González Rojas (es) | 7,2 % des voix 2 élus   |
|                 | Ciudadanos (fr) Citoyens                                                                                     | Cs                                                         | Centre Social-libéralisme, unionisme                               | Javier Millán de Cozár     | Nouveau                 |
|                 | Participa Sevilla (fr) Séville participe/Participe Séville                                                   | Participa Sevilla (fr) Séville participe/Participe Séville | Gauche radicale Progressisme, démocratie directe                   | Susana Serrano             | Nouveau                 |

## Résultats
|                        |                                                           |         |       |       |        |               |  |  |  |  |  |  |  |  |
| Parti                  | Parti                                                     | Voix    | %     | +/-   | Sièges | +/-           |  |  |  |  |  |  |  |  |
|                        | Parti populaire (PP)                                      | 106 321 | 33,05 | 16,26 | 12     | 8             |  |  |  |  |  |  |  |  |
|                        | Parti socialiste ouvrier espagnol (PSOE)                  | 103 461 | 32,16 | 2,71  | 11     | en stagnation |  |  |  |  |  |  |  |  |
|                        | Ciudadanos (Cs)                                           | 29 888  | 9,29  | Nv    | 3      | 3             |  |  |  |  |  |  |  |  |
|                        | Participa Sevilla                                         | 28 969  | 9,01  | Nv    | 3      | 3             |  |  |  |  |  |  |  |  |
|                        | Gauche unie Les Verts – Appel pour l'Andalousie (IULV-CA) | 19 203  | 5,97  | 1,18  | 2      | en stagnation |  |  |  |  |  |  |  |  |
|                        | Ganemos Sevilla                                           | 13 274  | 4,17  | Nv    | 0      | en stagnation |  |  |  |  |  |  |  |  |
|                        | Partido Andalucista (PA)                                  | 4 544   | 1,41  | 3,37  | 0      | en stagnation |  |  |  |  |  |  |  |  |
|                        | EQuo                                                      | 3 332   | 1,04  | Nv    | 0      | en stagnation |  |  |  |  |  |  |  |  |
|                        | Parti animaliste contre la maltraitance animale (PACMA)   | 3 290   | 1,02  | 0,60  | 0      | en stagnation |  |  |  |  |  |  |  |  |
|                        | Union, progrès et démocratie (UPyD)                       | 2 711   | 0,84  | 2,41  | 0      | en stagnation |  |  |  |  |  |  |  |  |
|                        | Vox                                                       | 1 495   | 0,46  | Nv    | 0      | en stagnation |  |  |  |  |  |  |  |  |
|                        | Autres partis                                             | 1 568   | 0,49  | -     | 0      | -             |  |  |  |  |  |  |  |  |
|                        | Vote blanc                                                | 3 633   | 1,13  |       |        |               |  |  |  |  |  |  |  |  |
|                        |                                                           |         |       |       |        |               |  |  |  |  |  |  |  |  |
| Suffrages exprimés     | Suffrages exprimés                                        | 321 689 | 99,22 |       |        |               |  |  |  |  |  |  |  |  |
| Votes nuls             | Votes nuls                                                | 2 529   | 0,78  |       |        |               |  |  |  |  |  |  |  |  |
| Total                  | Total                                                     | 324 218 | 100   | -     | 31     | 2             |  |  |  |  |  |  |  |  |
| Abstention             | Abstention                                                | 221 091 | 40,54 |       |        |               |  |  |  |  |  |  |  |  |
| Inscrits/Participation | Inscrits/Participation                                    | 545 309 | 59,46 |       |        |               |  |  |  |  |  |  |  |  |

## Suites
Le 12 juin 2015, le candidat socialiste, Juan Espadas, conclut deux accords de soutien sans participation, avec Participa Sevilla et Gauche unie Les Verts – Appel pour l'Andalousie, qui l'assurent ainsi du vote de leurs cinq conseillers municipaux. Lors de la constitution de la nouvelle mandature le lendemain, il est effectivement élu maire par 16 voix sur 31, bénéficiant comme prévu de l'appui des deux autres formations en sus de celui du Parti socialiste.